# Wang Wei

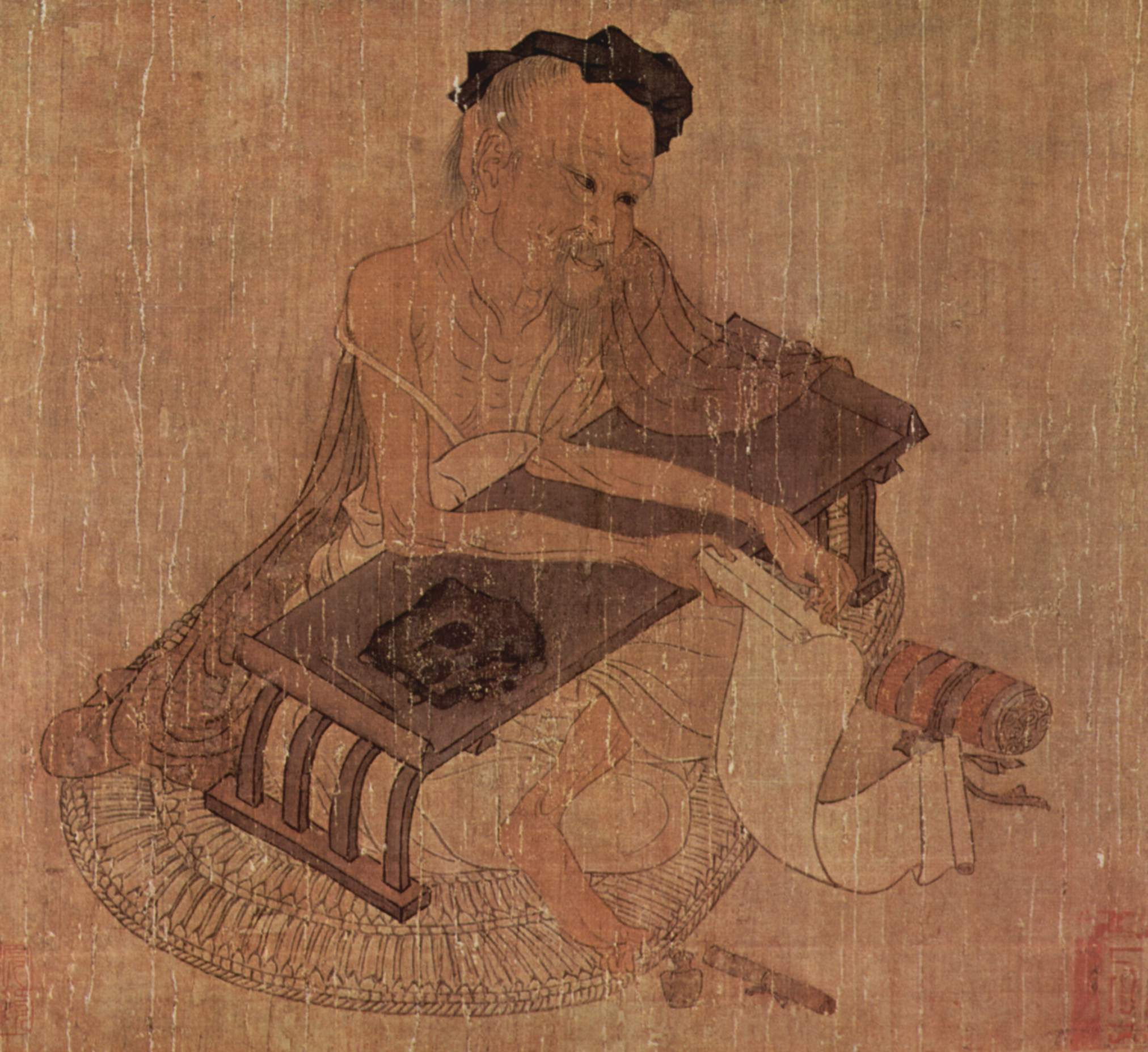
Wang Wei (zugeschrieben): Fu Sheng gibt Unterricht in den Klassikern (Fu Sheng shoujing tu, 伏生授经图)

Wang Wei (chinesisch 王維 / 王维, Pinyin Wáng Wéi; * 699 oder 701; † 759 oder 761) war ein Dichter, Maler, Musiker und Staatsmann der chinesischen Tang-Dynastie. Er ist hauptsächlich bekannt für seine Gedichte, von denen 29 in die klassische und weit verbreitete Anthologie Dreihundert Tang-Gedichte aufgenommen wurden. Er gilt neben Li Bai, Du Fu und Meng Haoran, mit dem er befreundet war, als einer der größten Dichter der Tang-Zeit. Gleichfalls gilt Wang Wei als einer der größten Maler, Kalligraphen und Musiker seiner Zeit.
Da Wang Wei dem Chan-Buddhismus und Daoismus nahestand und sich in Meditation schulte, ist sein Werk von diesen inspiriert und drückt u. a. spirituelle Erfahrungen aus. So versucht er, die äußere Form der Dinge zu durchbrechen und die wahre Wirklichkeit, das Wesen der Dinge in seiner Kunst sichtbar zu machen. Aus dieser spirituellen Sicht der Dinge resultiert auch Wang Weis dichterische Eigenart, Subjekt und Objekt, Gefühl und Landschaft ineinanderfließen zu lassen und in ihrer Verwobenheit darzustellen.
In seiner Dichtung kreiert er eine Welt der Harmonie und suggestiver Bildlichkeit.
Wang Wei wird zwar oft als Naturdichter klassifiziert, da seine Dichtung von Naturbildern durchdrungen ist, jedoch beschreibt er selten die äußere Form der Natur, sondern sie ist eine Metapher für den Ausdruck spiritueller Wirklichkeit.
So werden in vielen seiner Werke z. B. die weißen Wolken erwähnt, die aus der blauen Leere des Himmels spontan entstehen und wieder vergehen. Sie stellen in seiner Dichtung ein Symbol für das Bewusstsein des Erleuchteten dar, der befreit ist von der Identifikation mit seinem äußerlichen Erscheinungszustand. Das „Reich jenseits der weißen Wolken“, das des Öfteren bei ihm Erwähnung findet, stellt das Reich der Transzendenz dar, das erfahren, aber nicht ausgesprochen werden kann.
In Wang Weis Naturpoesie lassen sich zwei Strömungen feststellen, die Verklärung der Natur in ihrer Schönheit und die Natur als Ort des ländlichen Lebens in Frieden. Ein auffälliges Element in Wang Weis Naturdichtung ist es, dass die Natur in ihrer natürlichen Schönheit und Reinheit beschrieben wird und die Vermischung von Emotion und Natur nicht im Vordergrund steht, sondern sich eher als Harmonie von Selbst und Welt zeigt und nicht als Darstellung der Natur als Ausdruck des eigenen Inneren. In vielen von Wang Weis Gedichten ist das Subjekt kaum wahrnehmbar und besteht nur aus einem Blick, der über die Landschaft schweift. Dies mag aus Wang Weis Kenntnis des Chan hergeleitet werden, in dem es darum geht, zur reinen Wahrnehmung der Dinge zu gelangen und die Subjektivität aufzugeben. Wang Weis buddhistischer Impetus kommt jedoch auch in vielen Gedichten explizit zum Vorschein, in denen die Natur mit buddhistischen Termini belegt wird oder als Ort der Meditation dargestellt wird. In vielen von Wang Weis Gedichten erscheint auch ein enigmatischer Aspekt, die Natur wird mystifiziert und als numinos geschildert. Ein Hauptanliegen scheint Wang Wei die Darstellung des Fernen und Expansiven zu sein.